# Кнёхляйн, Фриц
Фриц Кнёхляйн (нем. Fritz Knöchlein; 27 мая 1911, Мюнхен, Германская империя — 21 января 1949, Хамельн) — оберштурмбаннфюрер СС, служивший в войсках СС. После войны был осуждён как военный преступник и казнён.

## Биография
Фриц Кнёхляйн родился 27 мая 1911 года в Мюнхене. После окончания средней школы получил торговое образование. 1 февраля 1929 года вступил в НСДАП (билет № 157016) и штурмовые отряды (СА). В 1934 году был зачислен в ряды СС (№ 87881). С апреля 1935 года проходил обучение в юнкерской школе СС в Брауншвейге. В 1939 году возглавил роту штандарта СС «Верхняя Бавария», а после завершения польской кампании — 3-ю роту 2-го моторизованного полка СС 3-й моторизованной дивизии «Мёртвая голова». Участвовал в Западной кампании, где его подразделение, состоящее из плохо подготовленных резервистов, понесло большие потери в битве за Дюнкерк. 27 мая 1940 года Кнёхляйн приказал расстрелять около 100 пленённых британцев.
Изначально для Кнёхляйна этот инцидент остался без последствий. В 1941 году командовал батареей 3-го зенитного дивизиона. При переформировании 36-го моторизованного полка СС  16-й моторизованной дивизии СС «Рейхсфюрер СС» Кнёхляйну было поручено командование 3-м батальоном, который он возглавлял во время Анцио-Неттунской операции.
В апреле 1944 года стал командиром 23-го моторизованного полка СС «Норвегия», принадлежавшему 11-й моторизованной дивизии СС «Нордланд». 10 февраля 1945 года Кнёхляйну поручили командование 49-м добровольческим моторизованным полком СС 23-й добровольческой моторизованной дивизии СС «Недерланд», которым он руководил до конца войны.

### После войны
По окончании войны двое возвратившихся из плена выживших Уильям О'Каллахан и Альберт Пули подтвердили факт массового убийства в Ле-Парадиз, после чего отдел по расследованию военных преступлений начал расследование. Кнёхляйн был найден в Гамбурге, допрошен в следственном центре Лондоне и предстал перед судом. В ходе судебного разбирательства Кнёхляйн пытался обосновать свои действия тем, что британцы использовали экспансивные пули в нарушение международного права. Суду не могли быть предоставлены эти доказательства. 25 октября 1948 года был приговорён к смертной казни через повешение. 21 января 1949 года приговор был приведён в исполнение в тюрьме Хамельна.

## Награды
- Железный крест 1-го и 2-го класса
- Немецкий крест в золоте (15 ноября 1942)[5]
- Рыцарский крест Железного креста (16 ноября 1944)[6]